# Вальстен, Вера Ивановна
Вера Ивановна Вальстен (9 января 1906 — 1990) — передовик советского сельского хозяйства, зоотехник колхоза имени Сталина Луховицкого района Московской области, Герой Социалистического Труда (1949).

## Биография
Родилась в 1906 году в деревне Дорохово, ныне Рузского района Московской области в русской семье крестьянина. В 1929 году завершила обучение в Можайской женской гимназии и поступила в Московский медицинский техникум. После окончания техникума в 1934 году поступила на обучение в Гатчинский сельскохозяйственный институт. Позже обучалась в аспирантуре Всесоюзного института животноводства. В 1937 году приехала на постоянное место жительство в село Дединово Луховицкого района. На базе местных хозяйств выполняла научную работу. С 1938 года после окончания аспирантуры стала работать зоотехником в колхозе имени Сталина.
Если в 1937 году надои в колхозе не превышали 2000 килограммов в среднем на одну корову за год, то благодаря ударному труду Вальстен в 1940 году эти показатели составили 3850 килограммов. С началом Великой Отечественной войны дойное стадо было эвакуировано, а по возвращении в 1942 году в Московскую область зоотехнику пришлось восстанавливать животноводческую отрасль и былые позиции. В 1949 году в этом колхозе была проведена научно-практическая конференция, на которой примером были достижения животноводов колхоза имени Сталина. Удалось получить по 6000-7000 килограммов молока в среднем на одну корову. Колхоз вышел на первое место в СССР по надою молока, получаемого на 100 гектаров пашни, лугов и пастбищ.  
За получение высокой продуктивности животноводства в 1948 году, Указом Президиума Верховного Совета СССР от 24 июня 1949 года Вере Ивановне Вальстен было присвоено звание Героя Социалистического Труда с вручением ордена Ленина и золотой медали «Серп и Молот».
В дальнейшем продолжала трудовую деятельность, показывала высокие результаты. Колхоз имени Сталина стал филиалом Выставки достижений народного хозяйства. Вера Ивановна работала старшим зоотехником до выхода на заслуженный отдых в 1961 году. Избиралась депутатом Луховицкого районного Совета депутатов.     
Проживала в селе Дединово Луховицкого района Московской области. Умерла в 1990 году.

## Награды
За трудовые успехи удостоена:
- золотая звезда «Серп и Молот» (24.06.1949),
- два ордена Ленина (24.06.1949, 30.01.1957),
- две медали «За трудовую доблесть» (25.09.1948, 08.05.1951),
- другие медали.